# Vestit tradicional pasiego

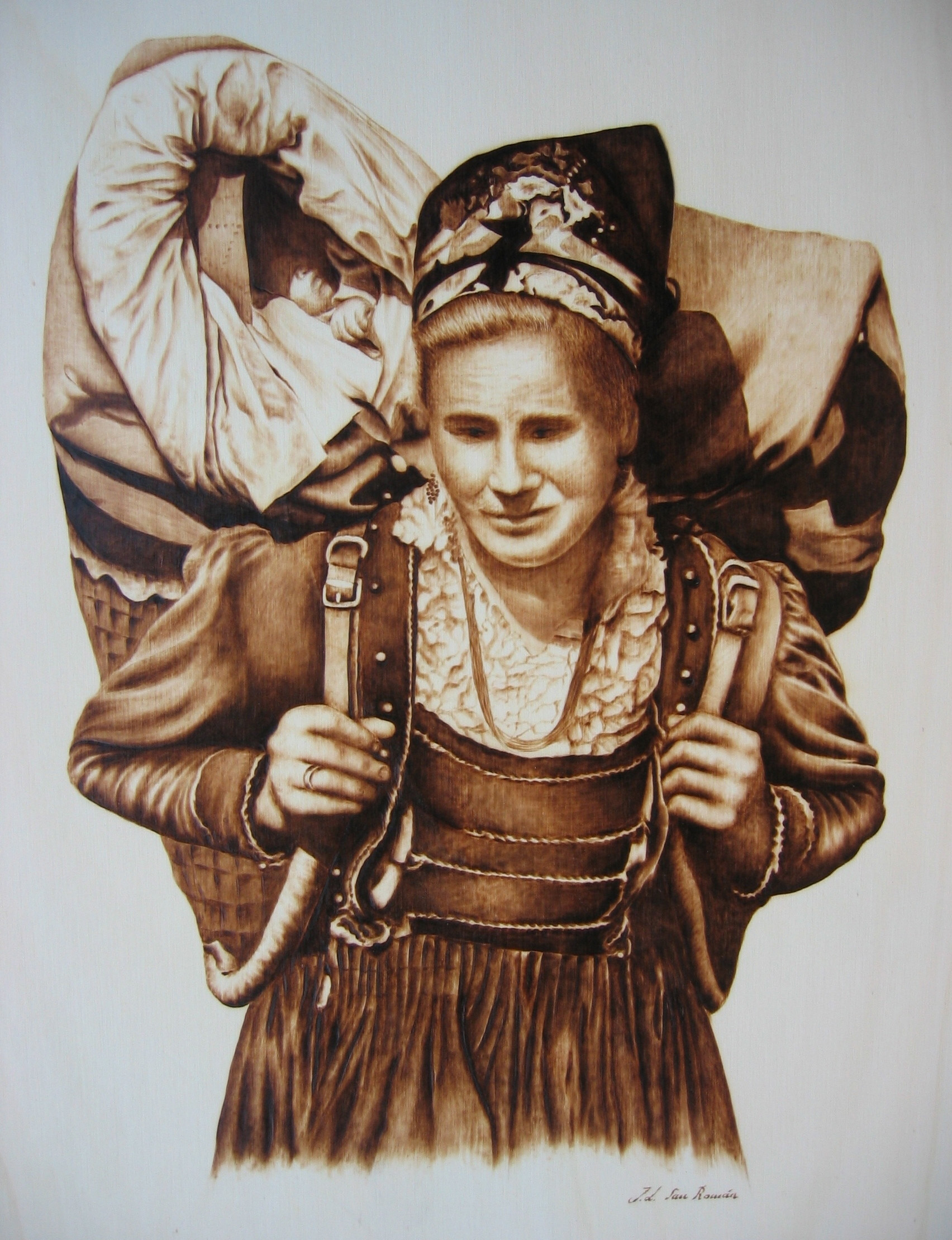
Dona pasiega amb el cuévano niñeru.

L'ús del vestit tradicional pasiego es va estendre per tot el territori que comprèn les valls Pasiegos a Cantàbria. El vestit utilitzat pels seus habitants per a festes i cerimònies al llarg de tot el segle xix es considera el millor documentat de tota Cantàbria. La vestimenta tant femenina com masculina comporta uns additaments inseparables sense els quals no es concep que el vestit estigui complet. Aquests complements són el palancu per a l'home i el cuèvano niñeru per a la dona.
Les dones joves de la vall del Pas, l'economia de les quals es recolzava en l'ofici de dida van portar les seves típiques vestimentes a Madrid i Barcelona —els dos llocs de més demanda— cridant l'atenció pel seu port i elegància de tal manera que el vestit es va convertir en l'uniforme d'una dida, competint unes famílies amb altres en luxes de teles, arracades, cadenes, collarets i coralls. En un moment determinat el gentilici pasiega va arribar a ésser sinònim de dida.

## Descripció

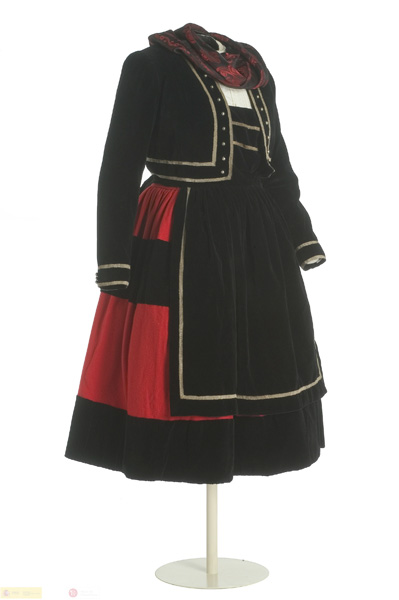
Exemplar conservat al Museu del Vestit de Madrid.

A cada una dels tres valles Pasiegos la dona vegana, romerala i sanrocana duia un vestit amb alguns detalls diferents uns dels altres. La vestimenta començava amb una camisa de tela d'estopeta molt fina que cobria el cos i arribava fins a les sofrages; estava frunzida al coll on se subjectava per davant amb dues monedes de plata com es corden els botons de puny. Sobre la camisa es posava un cosset molt ajustat. La faldilla consistia en un faldellí d'estamenya teixit de llana amb franges de vellut. Per damunt de l'enagos anava la faldilla de pany amb molts plecs que donaven força vol, que arribava quasi fins als peus deixant veure uns centímetres de mitges gairebé sempre de color blau. Per damunt d'aquesta vestimenta portaven el davantal, gairebé tan llarg com la faldilla, engalanat amb franges de vellut gairebé sempre. Damunt el cosset anava una jaqueta curta oberta per davant, molt ajustada i fins a la cintura, amb botonadures de plata que es feien sovint amb realines.
Als peus portaven tapins —nom que a Cantàbria es donava a un tipus de pany per cobrir el peu— per protegir-los abans de calçar les chátaras o avarques, nomenades així les avarques quan estaven fetes de cuir d'una única peça i eren molt escotades, cobrint la planta del peu i alguna part dels costats, molt semblants a les basques; estaven subjectades a l'empenya i al turmell amb unes corretges fines i primes.
També adornaven el coll i el pit amb coralls, o si no n'hi ha grans de vidre; les orelles s'adornaven amb les arracades fetes de realines de plata com les botonadures, i els dits de les mans amb variats anells. El pentinat era una altra característica de la dona de la vall del Pas que deixava créixer la seva cabellera de vegades fins als peus i molt freqüentment fins a l'altura dels genolls. Pentinaven aquesta gran mata de cabells amb una trena que s'escapava entre el mocador nomenat bengala o que recollien envoltant el cap quan portaven a l'esquena el cove per la criatura.
A l'hivern afegien al calçat nomenat barajones, a manera d'esquí o de patí, de la mida de l'avarca que s'ajustava i que servien per caminar sobre la neu. S'abrigaven amb capes blanques amb caputxa nomenades capias o capillos, una peça de roba que es considerava elemental i que s'usava sempre per a les cerimònies i per anar a l'església.

Imatges que descriuen el text
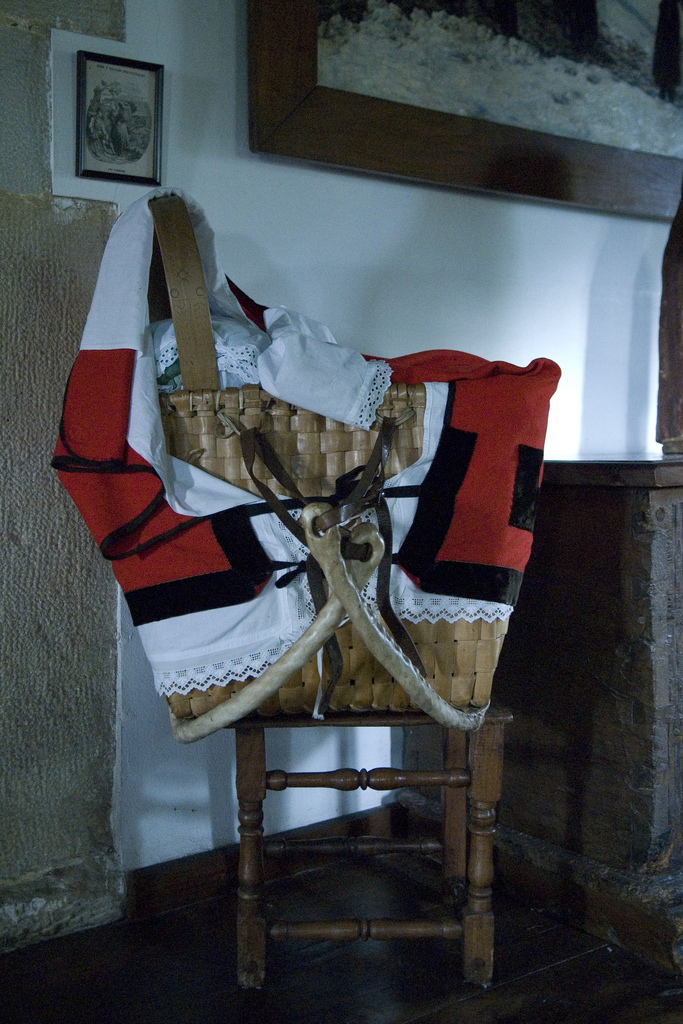
Cuévano niñeru de La Vega de Pas
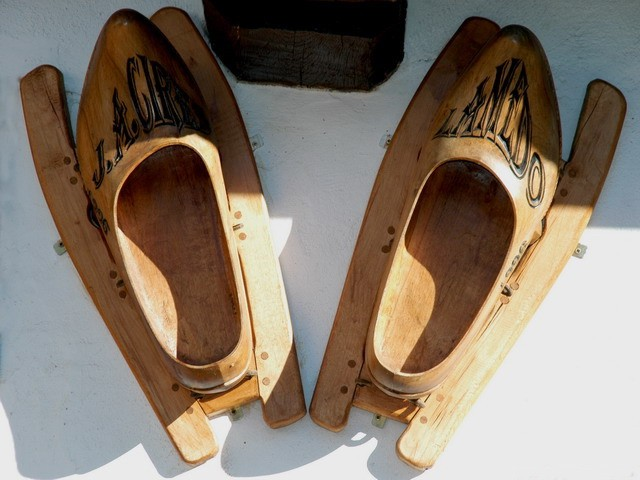
Avarques amb barajones
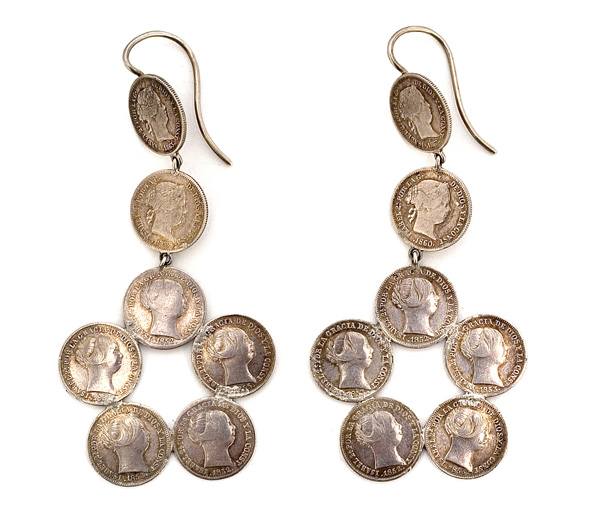
Arracades de plata
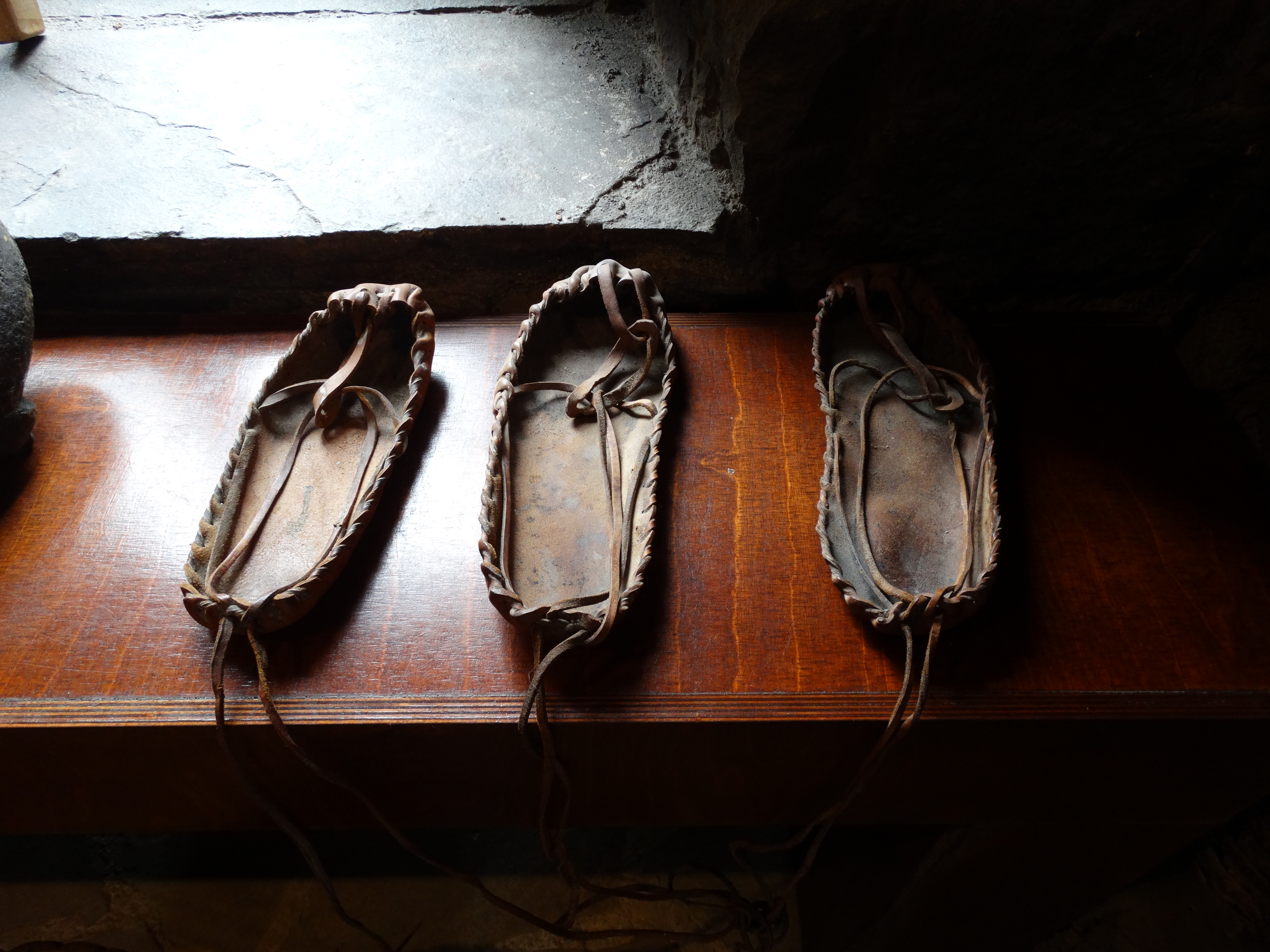
Chátaras escotades
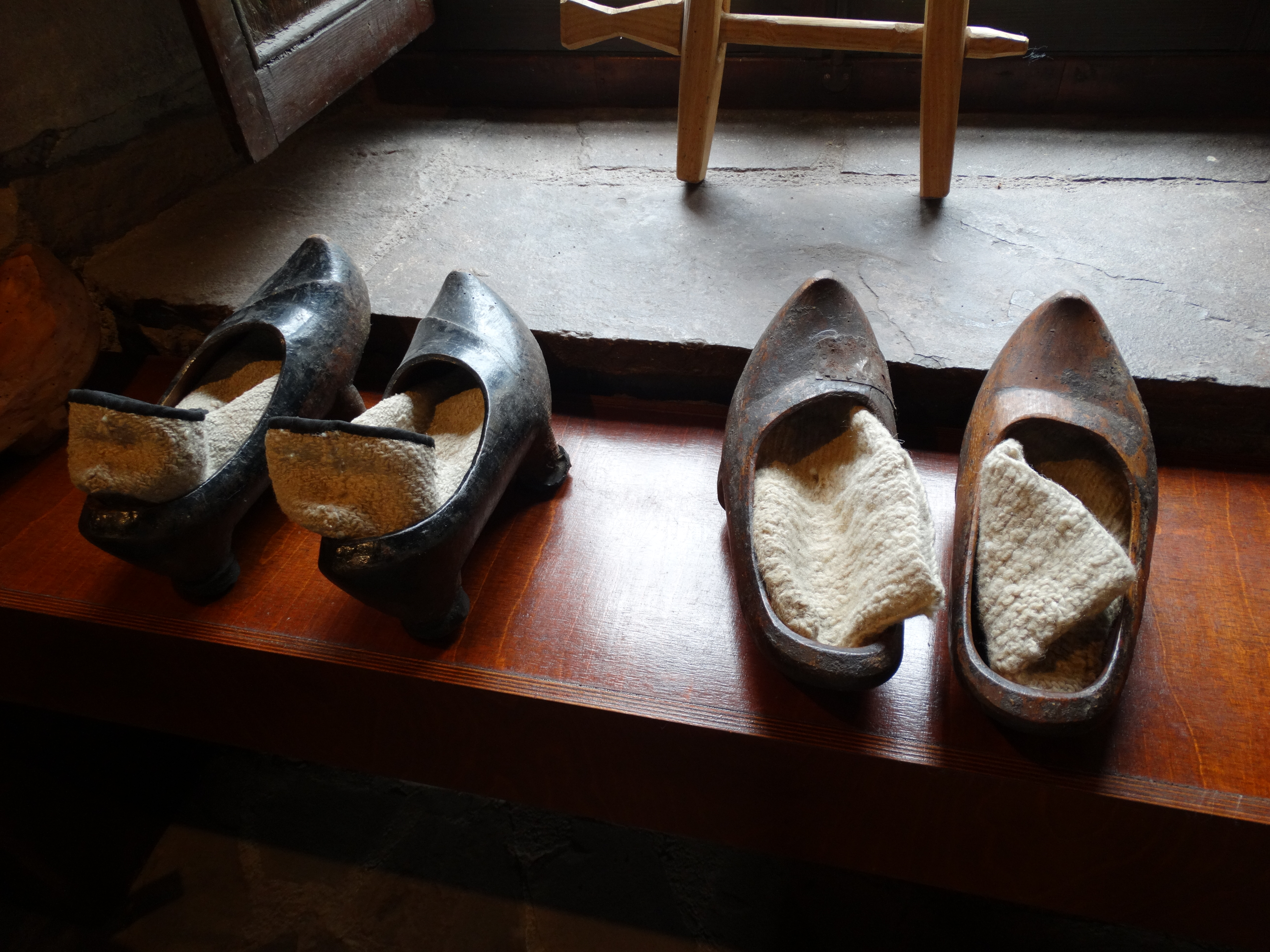
Tapins per a cobrir el peu abans de calçar les avarques

Aquest vestit tradicional de pasiego, que les camperoles portaven les festes i balls, es va adulterar i es va exagerar afegint puntes i d'altres adorns quan van prendre l'ofici de dides i van haver d'adaptar-se al gust de la burgesia que les contractava. Van augmentar els adorns en les teles i els ornaments.

Es van canviar les estamenyes per panys més llustrosos adornats amb cintes de vellut i galindaines. Van canviar el mocador tradicional del cap per una espècie de caperutxa i les chátaras per sabata escotada i amb taló. L'escriptor francès Théophile Gautier va descriure el que va observar en un dels seus viatges per Espanya sobre el vestit de les de les dides que es passejaven amb les criatures pel Paseo del Prado de Madrid:
| «                                         | Llevan una falda de paño rojo fruncida con gruesos pliegues y ribeteada con una ancha trencilla, un corpiño de terciopelo negro también ribeteado de oro, y tocado de madrás abigarrado de colores brillantes, todo ello acompañado de alhajas de plata y otros aderezos salvajes. | » |
| — Théophile Gautier, Viaje a España, 1843 | |   |

El vestit de l'home de la vall del Pas porta una camisa amb tireta al coll a caixa, que es corda amb dos realines de plata nomenats tarines. Els calçons o pantalons són de pany i s'ajusta per sota el genoll; uns botons de filigrana adornen els laterals dels camals. Són uns calçons dels anomenats de trampa, és a dir que porten alzapón (o bragueta) que se subjecta amb quatre botons per regla general de monedes. Porta dues armilles superposades, l'interior és blanc i cordat i el de fora és de vellut negre o de tapisseria de quadres. Per damunt dels calçons i l'armilla es col·loca la faixa o cenyidor, molt llarga perquè pugui donar diverses voltes a la cintura. Aquesta faixa servia de butxaca per desar el mocador, la petaca o la bossa dels diners nomenada familiarment la del pellejo. La faixa estava feta d'estam i podia ésser blanca o d'altres colors. La jaqueta era curta i de la mateixa tela que els calçons i l'armilla, amb solapes rivetades de treneta amb botonadura de filigrana o de realines, simplement d'adorn perquè no es cordava sinó que s'enduia solta. Les bocamànigues també estaven rivetades de treneta i amb botonadura als laterals de les mànigues.

Portaven mitges de cotó en general blaus i com calçat els escarpins i chátaras. Protegien el cap amb un mocador de color o una montera amb copa de quatre grills i borles de seda. Aquesta montera no podien portar-la fins a arribar a la consideració de mossos.

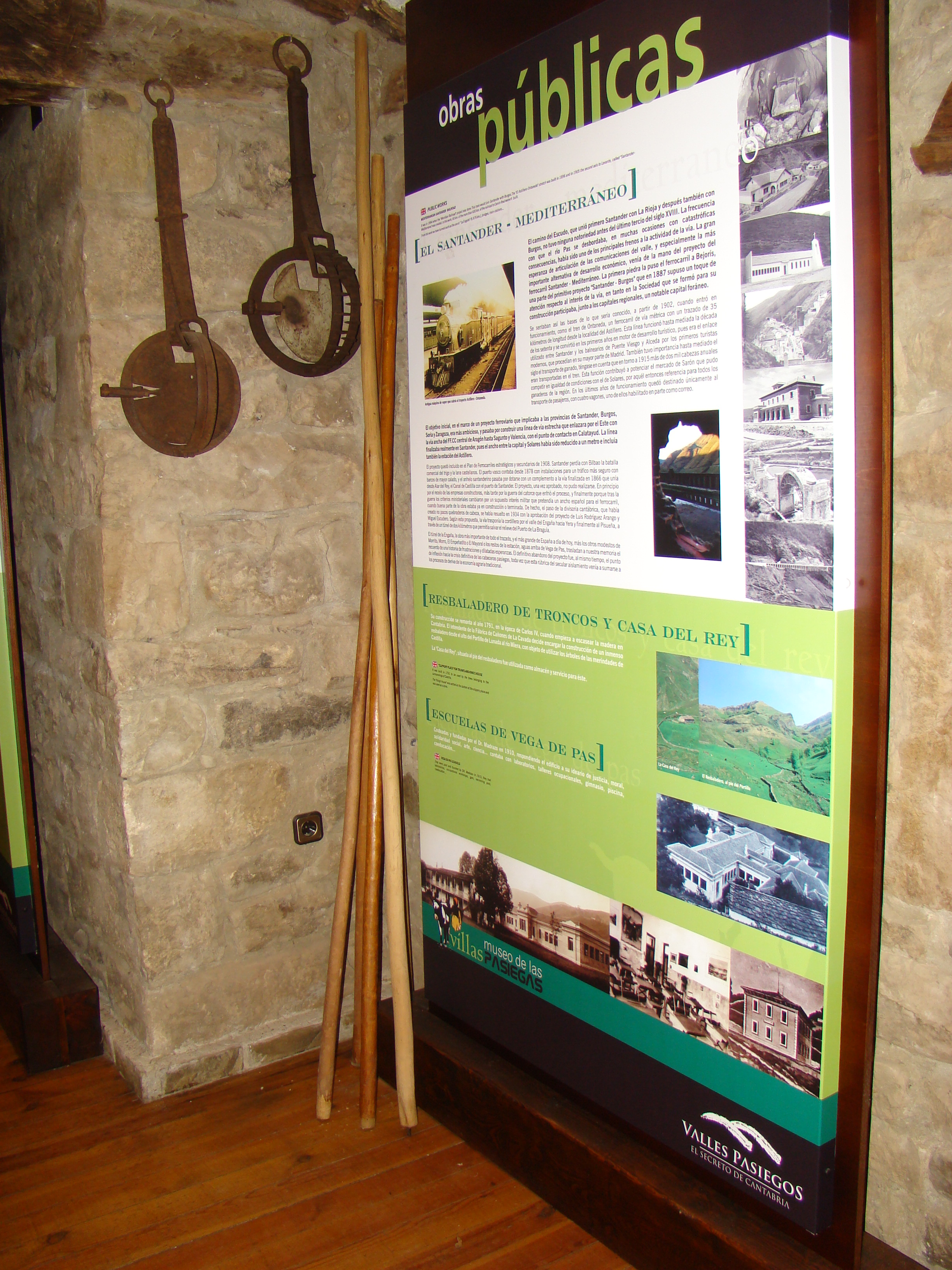
Museu de las Villas Pasiegas. Al racó es mostren uns bastons o palancus de la vall del Pas.

 Per a les cerimònies es complementava el vestit amb una capa rodona de saial, sense esclavina i amb caputxa en pic, que arribava fins als turmells. Per al fred els diàriament utilitzaven la capa de vaqueru blanquinosa i amb caputxó.

El complement importantíssim era el bastó nomenat palancu, de dos metres fet amb una vara d'avellaner massissa i dreta. Els servia per avançar per les costes fent salts, per passar regatucos, per defensar-se de les bèsties salvatges i també per a les baralles o aluches. Una cobla tradicional diu:
| « | Todos los mozos del Valle Pas tienen un palo para saltar, saltan p'alante saltan p'atrás con mucha fuerza y agilidad, todos los mozos del Valle Pas. | » |